# Freilaicher
Als Freilaicher oder Freiwasserlaicher bezeichnet man Fische, die keine Brutpflege betreiben und ihre Eier und Spermien in das freie Wasser oder in Pflanzenbestände entlassen. Freilaicher finden sich in fast allen Familien der Knochenfische (Osteichthyes). Brutpflege ist eher die Ausnahme.
Schwarmfische laichen oft mit mehreren Männchen und Weibchen ab. Viele Meeresfische steigen dazu zur Wasseroberfläche auf. Die Eier sind durch ihren Fettgehalt ebenso schwer wie das Wasser und treiben mit dem Plankton davon. Bei Süßwasserfischen geben die Weibchen ihre Eier oft oberhalb der die Spermien ausstoßenden Männchen ab. Die Eier sinken zu Boden, passieren dabei die Wasserzone, die von Spermien gesättigt ist, und werden dabei befruchtet.
Die von Freilaichern abgegebene Eianzahl ist meist sehr groß (1000 und darüber bei Süßwasserfischen, bei großen Meeresfisch auch Millionen). Die Eier sind meist farblos und unscheinbar. Als eine sehr einfache Form von Brutpflege wird die Laichwanderung angesehen, die von vielen Fischarten unternommen werden, um in Gebiete zu gelangen, die für die Entwicklung der Brut besonders günstig sind.